# 堀利重
堀 利重（ほり とししげ）は、江戸時代前期の旗本、大名。常陸玉取藩の初代藩主。堀秀重の3男。

## 生涯
慶長4年（1599年）に甥秀治から徳川氏への人質として江戸に赴き、徳川秀忠に仕えた。関ヶ原の戦いでは秀忠軍に従軍して真田昌幸の守る信濃上田城を攻めた。その後、8000石を与えられたが、慶長19年（1614年）に大久保忠隣の改易に連座して改易され、奥平家昌預かりの身となった。 
慶長20年（1615年）の大坂夏の陣では家昌の弟・松平忠明の軍に加わり戦功を挙げた。元和8年（1622年）に罪を正式に許され、常陸新治郡内に1万石を与えられて玉取に陣屋を構え、大名に列した。そして幼少の下野宇都宮藩主・奥平忠昌の補佐を命じられる。寛永5年（1628年）には大番頭となった。その後も書院番頭、寺社奉行などを歴任したため、寛永10年（1633年）に近江・安房・上総で4000石を加増された。
寛永15年（1638年）に出雲松江藩京極家の改易により松江城の受け取りに向かい、その帰路の4月24日、大坂で死去した。享年58。跡を長男の利長が継いだ。